# Krzysztof Mączyński
Krzysztof Mączyński (Cracóvia, 23 de maio de 1987) é um futebolista profissional polaco que atua como meia, atualmente defende o Wisła Kraków.

## Carreira
Krzysztof Mączyński fez parte do elenco da Seleção Polonesa de Futebol da Eurocopa de 2016.

## Títulos
Wisła Kraków
- Campeonato Polonês de Futebol (1): 2007/08.

 ŁKS Łódź
- Campeonato Polonês de Futebol (2ª divisão) (1):  2010/11.

 Guizhou Renhe
- Supercopa da China (1): 2014.